# Бомон ле Рандан
Бомон ле Рандан (фр. Beaumont-lès-Randan) насеље је и општина у централној Француској у региону Оверња, у департману Пиј де Дом која припада префектури Риом.
По подацима из 2011. године у општини је живело 275 становника, а густина насељености је износила 45,91 становника/km². Општина се простире на површини од 5,99 km². Налази се на средњој надморској висини од 340 метара (максималној 381 m, а минималној 290 m).

## Демографија
| 1962. | 1968. | 1975. | 1982. | 1990. | 1999. | 2011. |
| ----- | ----- | ----- | ----- | ----- | ----- | ----- |
| 181   | 188   | 167   | 176   | 157   | 192   | 275   |

График промене броја становника у току последњих година